# Henri Julien Dumont

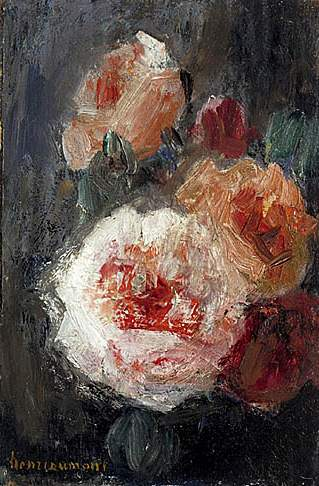
Henri Julien Dumont: Rosen

Henri Julien Dumont auch Henri Dumont (* 21. Januar 1859 in Beauvais; † 1921) war ein französischer Maler und Grafiker.

## Leben
Henri Julien Dumont kam 1859 in Beauvais im Département Oise zur Welt. Über das Leben des Künstlers, der überwiegend in Paris tätig war, ist wenig bekannt. Zunächst arbeitete er an Porträts, Aktstudien und Genrebilder im akademischen Stil und stellte seit 1880 regelmäßig im Salon de Paris aus. Möglicherweise durch seine Frau, der Schauspielerin Ellen Andrée, wandte er sich später der impressionistischen Malweise zu und schuf Landschaften und Stadtansichten. Seit 1884 nahm er an Ausstellungen im Salon des Indépendants teil. Ab den 1890er Jahren wandte er sich zunehmend der Malerei von Blumenstillleben zu. Bei der Weltausstellung des Jahres 1900 in Paris erhielt er als Auszeichnung eine Bronzemedaille. Neben Gemälden umfasst sein Werk Zeichnungen, Pastelle, Radierungen und Plakatentwürfe.

## Werke in öffentlichen Sammlungen
- Marguerites et bleuets, Musée des beaux-arts, Chambéry
- Paysage champetre, Musée départemental de l’Oise, Beauvais
- Tous les Soirs aux Ambassadeurs, Yvette Guilbert, Museum of Modern Art, New York

## Galerie

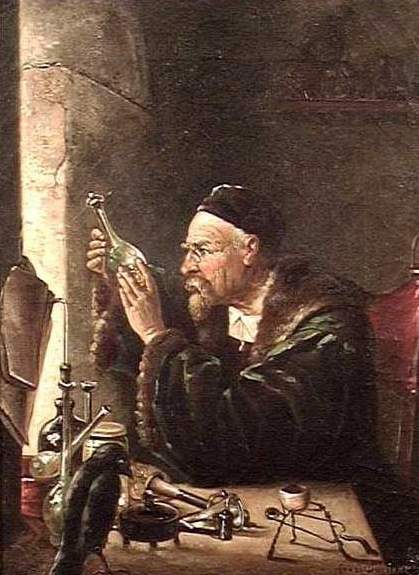
Der Alchemist
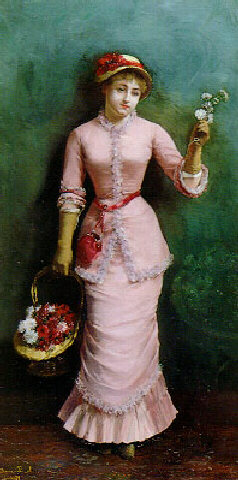
La jeune fleuriste
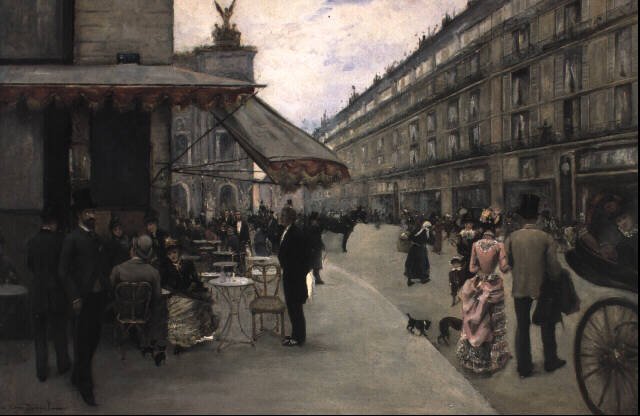
Le Café de la Paix
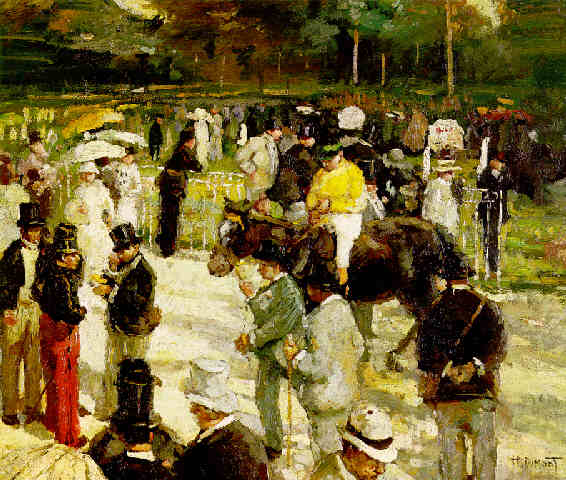
Beim Pferderennen